# 二人のやもめ
『二人のやもめ』（チェコ語: Dvĕ vdovy）は、ベドルジハ・スメタナ作の2幕のチェコ語によるオペラ。リブレットの作者は、エマヌエル・フランチシェック・ズンゲルで、フェリシアン・マルフィーユによる一人劇『Les deux veuves』をモデルとしている。

## 上演史
1861年にチェコに戻ったスメタナは創設されたばかりの国民劇場（当時は仮劇場）のためのオペラに取り組んだ。そして二作目のオペラ『売られた花嫁』（1866年）で大成功を収めていた。
その後、スメタナはオペラ『ダリボル』、『リブシェ』、『二人のやもめ』を完成させた。
オペラ『二人のやもめ』の作曲は、1873年6月から1874年1月にかけて行われた。初演は1874年3月27日に仮劇場で、スメタナ自身の指揮の下、行われた。しかし、このオペラの初演は成功したとは言い難く、同年中に改訂が行われている。ジングシュピールやオペラ・コミックのように語られる台詞による対話の場面が、通作されたレチタティーヴォに置き換えられ、いくつかの音楽と登場人物が再構成されている。改訂版の初演は、1874年10月20日に行われ、こちらは大きな成功を収めている。この作品は更に改訂が行われ、最終版は1878年3月17日にアドルフ・チェフの指揮の下、初演されている。この間、1874年にスメタナは難聴を患って聴覚を失っている。
スメタナ最晩年の1882年にハンブルクで行われた上演では、"スメタナは渋々第1幕にトリオ、第2幕のアグネスのアリアへの別のエンディングを追加し、更に3幕構成に再構成して上演することに同意した"。
アメリカ合衆国での初上演は、1949年10月23日にニューヨークで行われた。イギリスにおいては、1963年6月17日にギルドホール音楽演劇学校で初上演されている。
ドイツ人音楽学者のクルト・ホノルカは、1958年にこのオペラのドイツ語版を作成している。
2008年のエディンバラ・フェスティバルにおいては、スコティッシュ・オペラによって上演が行われている
。

## 配役
| 役名                                             | 声域     | 初演のキャスト, 1874年3月27日 (指揮:ベドルジハ・スメタナ) |
| ------------------------------------------------ | -------- | --------------------------------------------------------- |
| カロリーナ, 若きやもめ                           | ソプラノ |                                                           |
| アネシュカ, カロリーナの姉妹で、同じく若きやもめ | ソプラノ |                                                           |
| ラディスラフ, 地主                               | テノール |                                                           |
| ムムラル                                         | バス     |                                                           |
| トニーク, 庭師                                   | テノール |                                                           |
| リドカ, トニークの婚約者, a chamber girl         | ソプラノ |                                                           |
| Peasants, choir                                  |          |                                                           |

## 梗概
舞台：ボヘミア（チェコ）の館

### 第1幕
館で祝典が行われている。2人のやもめ、カロリーナとアネシュカはそこに住んでいたが、全く異なっていた。女地主であるカロリーナは自由で自立した生活を楽しんでいたが、妹のアネシュカはいまだに喪に服しており、友人を作ることもできなかった。カロリーナは、求婚者であるラディスラフに抱擁されていたが、彼女自身は結婚することを望んでなどいなかった。そこでカロリーナは、妹アネシュカがラディスラフとの恋に落ちるよう、陰謀を企てる。カロリーナはラディスラフを館へと招くが、そこで彼はムムラルによって捕らえられてしまう。ラディスラフは処罰を受け入れ、その館に一日幽閉されることとなる。しかし、アネシュカは彼に対して何の興味も持たない。第1幕の終わりには、庭師のトニークとその婚約者であるリドカが愛について歌う。

### 第2幕
捕らえられている間、ラディスラフは愛の歌を歌う。それは、アネシュカの中の愛情を呼び起こす。しかしアネシュカは、その感情を認めることができない。カロリーナの陰謀とラディスラフの告白をもってしても、アネシュカの感情を変えることは出来なかった。ただ、カロリーナがラディスラフといちゃつき始めたときに、アネシュカはラディスラフへの感情を感じるだけであった。嫉妬深いムムラルは、リドカとトニークがお互いに愛を深めるのを留めることができない。そして、舞踏会で彼ら双方は結婚する。

## 録音
- 1956, Jaroslav Krombholc (conductor), Prague National Theatre Orchestra and Chorus; Drahomíra Tikalová, Ivo Žídek, Maria Tauberová, Miloslava Fidlerová, Antonín Zlesák, Eduard Haken
- 1974, Jaroslav Krombholc (conductor), Symphony Orchestra and Chorus of the Prague Radio; Jana Jonášová, Marcela Machotková, Miroslav Švejda, Dalibor Jedlička, Alfred Hampel, Daniela Šounová-Brouková[5][6]
- 1975, František Jílek (conductor), Prague National Theatre Chorus and Orchestra; Naďa Šormová, Marcela Machotková, Jiří Zahradníček, Jaroslav Horáček, Zdeněk Švehla, Daniela Šounová

## 参照
注釈
1. 1 2 3 4  東京フィルハーモニー交響楽団. “第75回休日の午後のコンサート”. 2019年10月20日閲覧。
2. 1 2 3  Holden p. 860
3. ↑  Reynolds, Mike "Smetena: The Two Widows (review with photos) on musicalcriticism.com Retrieved 4 March 2012
4. ↑  Jeal, Erica, "Edinburgh festival: The Two Widows", review of the performance in The Guardian (London), 11 August 2008. Retrieved 4 March 2012
5. ↑  Roseberry, Eric, Review of The Two Widows (June 1993). The Musical Times, 134 (1804): p. 348.
6. ↑  Zychowicz, James L.
"SMETANA: Dvě vdovy (The Two Widows) review of the recording 17 August 2008 on operatoday.com Retrieved 4 March 2012

文献
- Holden, Amanda (Ed.), The New Penguin Opera Guide, New York: Penguin Putnam, 2001. ISBN 0-14-029312-4